# 미국 총영사관 파이프탄 발사사건
미국 총영사관 파이프탄 발사사건(일본어: 米国総領事館パイプ弾発射事件 베이코쿠소료지칸파이푸단핫샤지켄[*])은 1985년 1월 1일 고베시 중앙구에서 발생한 폭탄테러 사건이다.
1985년 1월 1일 오전 5시 57분경, 고베시 중앙구에 소재한 주고베 미국 총영사관을 향해 박격탄 3개가 발사되었다. 3개 중 2개는 총영사관 건물에, 1개는 외곽의 도로에 떨어졌다. 인명피해는 없었다.
발사장치는 총영사관 인근 공원 벤치에 설치되어 있었고, 그곳에서 발사되었다.
사건 직후 “중핵파 혁명군”을 자칭하는 남자가 각 보도기관에 범행성명을 뿌렸기에 공안은 중핵파의 테러사건으로 단정했다. 사건 당일인 1월 1일 나카소네 야스히로 당시 총리대신의 방미가 예정되어 있었기 때문에, 미일동맹 강화에 반대하기 위해 일으킨 사건이었다.
1984년 오사카 화염병 대량발사사건 이후 폭발물 제조 기술을 급속히 향상시켜가던 중핵파가 마침내 발화장치를 갖춘, 제대로 된 “폭탄”의 제조에 성공했다는 점에서 이 사건의 의의가 있다. 그 뒤에도 중핵파는 소화기폭탄 등 폭탄개발을 추진하고 추가적인 테러들을 실행했다.

## 참고 자료
- 『過激派事件簿40年史』立花書房、2001年